# Maru (chat)
Pour les articles homonymes, voir Maru (homonymie).
Maru (en japonais : まる, qui signifie cercle ou rond), né le 24 mai 2007, est un chat japonais de race Scottish Fold (variété straight) devenu populaire grâce à YouTube. L'ensemble de ses vidéos, dont beaucoup montrent l'animal en train de s'introduire dans des emballages en carton, totalise plus de 67 millions de vues entre juillet 2008 et novembre 2010. Chaque vidéo de Maru est vue un million de fois en moyenne. Son propriétaire tient également un blog de photographies intitulé « I am Maru ». Ce chat est mentionné dans de nombreux médias en ligne traitant des phénomènes Internet.
Entertainment Weekly a mentionné Maru, au même titre que le Keyboard Cat ou Nora (en) la chatte musicienne, dans son article sur les vidéos notables de chats,. Le New York Times a également mentionné celui-ci et publié sa photo dans un article consacré aux chats et aux chiens dans les médias.

## Vidéos

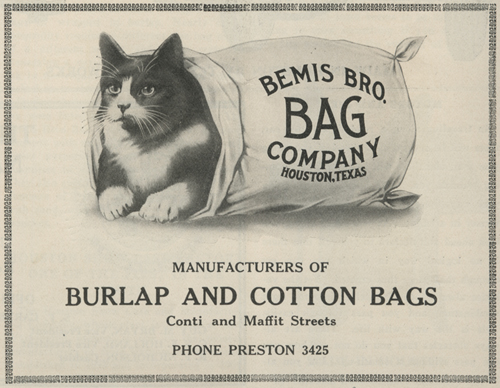
Chat logeant dans un sac à la façon de Maru (publicité de la Bemis Company en 1920 avec le chat Biddy).

La propriétaire de Maru publie ses vidéos sous le pseudonyme de « mugumogu » et reste toujours absente de l'image et de la bande-son. Le contenu des saynètes est annoncé sur les intertitres rédigés en anglais et en japonais qui ouvrent les vidéos.
La première vidéo de Maru est mise en ligne en juillet 2008. En septembre 2009, la chaîne de Maru sur YouTube était la 9e la plus souscrite au Japon.[réf. nécessaire]

## Produits dérivés
Un livre de photos et un DVD intitulés I am Maru (« Je suis Maru ») ont été publiés au Japon en septembre 2009,. Un second DVD, Maru Desu, a été publié en février 2010. Le livre « Moi, Maru, chat enrobé » a paru en France en 2012.